# Анди Комо
Анди Комо (собственото име на английски, фамилията на френски: Andy Comeau; роден на 19 октомври 1970 г.) е американски актьор. Известен е с ролята си на Тиъдър „Теди“ Хъфстод, психически неуравновесения брат на главния герой д-р Крейг Хъфстод в сериала „Хъф“. Изпълнява и ролята на епидемиолога Травис Бренан в четвъртия сезон на „Д-р Хаус“, който кандидатства за едно от местата в екипа.